# 雨王亨德森
《雨王亨德森》（英語：Henderson the Rain King）是索尔·贝娄的一部小说，出版于1959年。这本书融合了哲学语言和喜剧历险，使其成为他最受人欢迎的作品之一。
据说这是索尔·贝娄自己最喜欢的作品。
该书被评为20世紀百大英文小說21名。